# Famille von Sievers

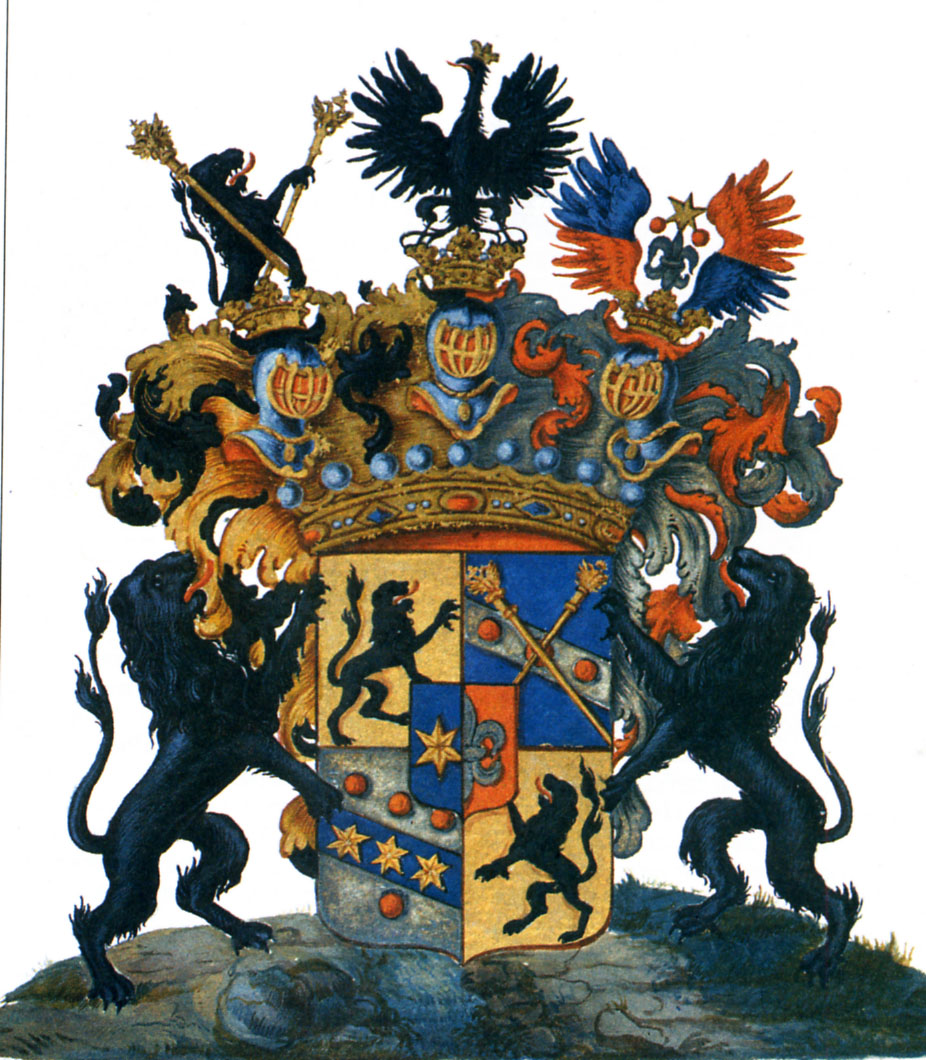
Armoiries des comtes von Sievers

La famille von Sivers ou Sievers est une famille de la noblesse germanophone issue du Danemark dont une branche s'est fait immatriculer en 1725 dans les registres de l'assemblée de la noblesse du gouvernement d'Estland, appartenant à l'Empire russe, et qui s'est illustrée dans l'Empire.

## Histoire

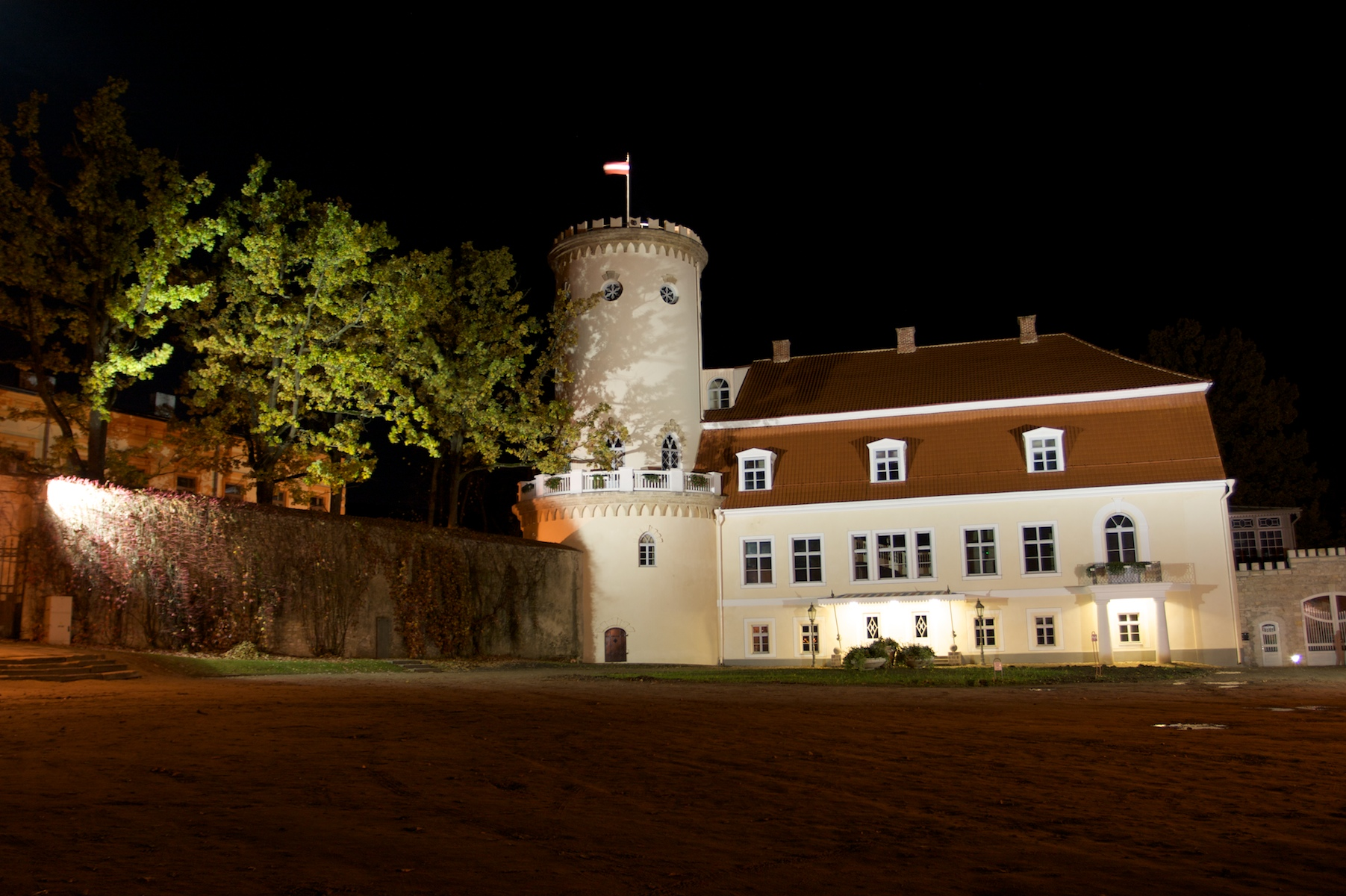
Vue du nouveau château de Wenden

La famille von Sivers avait ses domaines en Livonie et certains de ses membres se sont illustrés en France, dans le Holstein et en Croatie, mais surtout en Russie impériale. Les comtes von Sievers étaient originaires du château de Wenden (aujourd'hui à Cesis en Lettonie). Ils étaient enregistrés dans les livres de la noblesse de Saint-Pétersbourg et de Moscou.
Les Sievers entrent dans l'histoire de la Russie, lorsque le baron Peter Wilhelm von Sievers, venu du Holstein, devient capitaine de la flotte russe en 1704. Il sert à Arkhangelsk, puis Pierre le Grand l'envoie à Reval, afin d'armer des bateaux achetés en Angleterre. Il devient quelque temps plus tard commandant du port de Reval. L'empereur, et ensuite Élisabeth Ire de Russie, lui accordent toute leur confiance : le baron est nommé au collège de l'amirauté. L'impératrice fait don à la famille, en 1744, du manoir d'Euseküll en Livonie (aujourd'hui en Estonie).
Le baron Joachim von Sievers (1720-1779) fut lieutenant-général de l'armée impériale russe et s'installa dans le gouvernement d'Estland.
Karl von Sievers (1710-1774) fut nommé vicaire du Saint-Empire (vicarius imperii), par l'Électeur de Saxe, Auguste, en 1745, avec le titre de baron du Saint-Empire. Il fut élevé, le 15 février 1760, au rang de lieutenant-général de l'Empire russe et de maréchal de la cour (Hofmarschall) avec le titre de comte en Russie. Les frères d'une autre branche, ses neveux Jacob Johann von Sievers, Peter von Sievers et Karl Eberhard von Sievers furent élevés au titre de comte par l'empereur Paul Ier de Russie en 1798.

## Personnalités

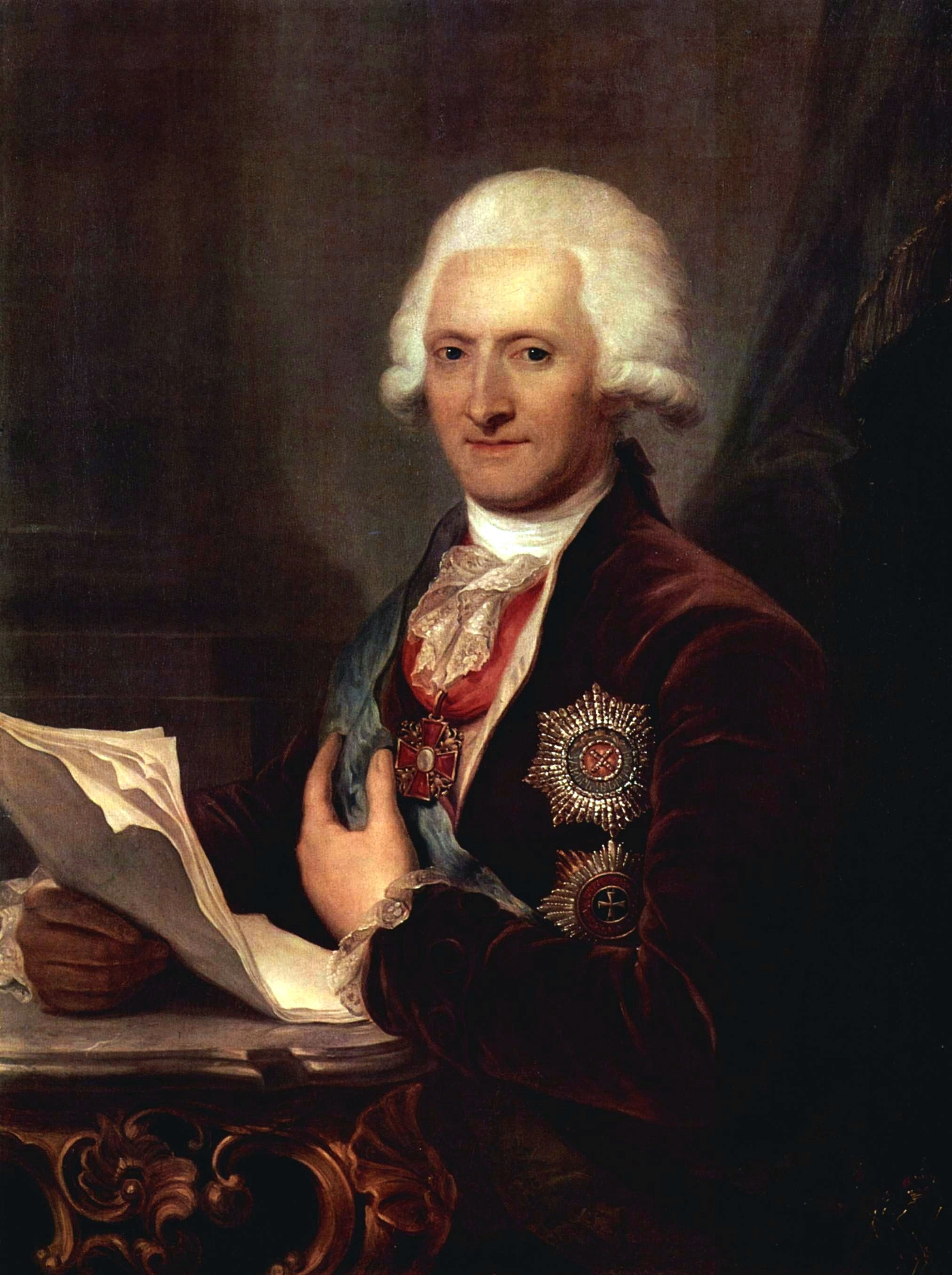
Portrait du comte Jacob von Sievers, par Joseph Grassi (1757-1838)

- Karl von Sievers (1710-1774), officier et grand maréchal de la cour impériale de Russie
- Jacob Johann von Sievers (1731-1808), réformateur, diplomate et gouverneur
- David Reinhold von Sievers (1732-1814), officier de l'armée impériale russe et Landrat de Cismar
- Karl Eberhard von Sievers (1745-1821), officier dans le Holstein, en Autriche et en Russie
- Karl Friedrich von Sievers (1761-1823), juriste danois puis russe
- Carl Gustav von Sievers (1772-1856), gouverneur en Prusse
- Georg Joachim Johann von Sievers (1775-1843), lieutenant-général de l'armée impériale russe
- Johann von Sievers (1778-1827), général de l'armée impériale russe
- Vladimir von Sievers (1790-1862), général de cavalerie, héros de la guerre russo-turque de 1828-1829
- Karl Gustav von Sievers (1795-1856), général de cavalerie de l'armée impériale russe
- Leopold von Sievers (1813-1875), diplomate de l'Empire russe en Belgique et au royaume des Pays-Bas
- Eugen von Sievers (1817-1893), général de l'armée impériale russe
- Emanuel von Sievers (1817-1909), sénateur de l'Empire russe et grand maître de la cour impériale
- Nikolai Karl von Sievers (1826-1910), conseiller à la cour et propriétaire terrien dans le grand-duché de Finlande
- Thadeus von Sievers (1853-1915), général de l'armée impériale russe
- Marie von Sivers (1867-1948), actrice, épouse de Rudolf Steiner
- Edward von Sievers (1900-1979), devenu le père Samson, moine et prêtre orthodoxe
- Wladimir de Sivers, Amiral-Comte, Commandant le yacht impérial russe : "Standart". Accomplit son "tour du monde" d'officier de marine avec le futur empereur Nicolas II. Ambassadeur de Russie à Londres puis à Tokyo. Pris par les bolcheviques pendant la révolution de 1917, il s'évade de Saint-Petersbourg en barque et rame jusqu'en Finlande. Réfugié quelques mois à Paris, Hôtel Ritz, puis à Nice où il rachète une pension de famille. Orthodoxe. (source : Archives familiales).
- Alexandre Von Sivers (1943-), acteur belge.

## Domaines
- Domaine de Bauenhof (aujourd'hui Baunu, près de Valmiera)
- Manoir d'Euseküll (aujourd'hui à Õisu)
- Manoir de Rasik (aujourd'hui à Raasiku)
- Château de Wenden (aujourd'hui à Cesis)

## Source
- (de) Cet article est partiellement ou en totalité issu de l’article de Wikipédia en allemand intitulé « Sievers (Adelsgeschlecht) » (voir la liste des auteurs).